# Vicarstown
Vicarstown (irl. Baile an Bhiocáire) – wieś w hrabstwie Laois w Irlandii położone przy granicy z hrabstwem Kildare.